# Svetovalni odbor za računalniško obdelavo jezika
Alpac (Svetovalni odbor za računalniško obdelavo jezika, iz angleščine: Automatic Language Processing Advisory Committee) je bila komisija sedmih strokovnjakov z Johnom R. Pierceem na čelu, ki jo je leta 1964 ustanovila vlada ZDA, da bi ta ocenila napredek in prihodnost računalniškega jezikoslovja v širšem in strojnega prevajanja v ožjem smislu. Poročilo Alpaca, izdano leta 1966, je postalo znano po nezaupanju, ki ga je komisija izrazila do raziskav na področju strojnega prevajanja, ki so se izvedle do takrat, in poudarjanju potrebe po temeljnih raziskavah na področju računalniškega jezikoslovja; zaradi poročila ameriška vlada ni bila več pripravljena financirati raziskav na področju strojnega prevajanja.

## Poročilo
Alpac je priporočil, naj nadaljnje raziskovanje temelji na:
1. praktičnih metodah za evalvacijo prevodov;
2. sredstvih, ki bi pospešila prevajanje prevajalcev;
3. evalvaciji kakovosti in stroškov različnih virov prevodov;
4. raziskavi o uporabnosti prevodov, da bi se izognili nepotrebnih prevodom;
5. študiji zamud v celotnem prevajalskem postopku in sredstvom, ki bi te zamude odpravila;
6. evalvaciji relativne hitrosti in stroškov različnih vrst računalniško podprtih prevodov;
7. prilagoditvi obstoječih mehaniziranih postopkov za urejanje in proizvajanje prevodov;
8. celotnem prevajalskem postopku;
9. primernih orodjih za prevajalce, vključno s prilagoditvijo glosarjev, ki so bili takrat v prvi vrsti namenjeni samodejnemu slovarskemu vpogledu pri strojnem prevajanju.

### Ročna evalvacija prevodov
V raziskavi, ki je bila del poročila, je komisija ocenjevala človeške in strojne prevode. Ocenjevalci so bili usposobljeni posebej za raziskavo. Ocenjevali so prevode iz ruščine v angleščino, in sicer vidika razumljivosti (ang. intelligibility) in z vidika zvestobe (ang. fidelity).
Najprej so z ocenami od 1 do 9 vrednotili berljivost prevoda - v kolikšni meri je bil prevod razumljiv, ne da bi ocenjevalci videli original. Vsaka stopnja na ocenjevalni lestvici je bila opremljena z opisom; ocena 3 na ocenjevalni lestvici razumljivosti je na primer opisana kot »na splošno narazumljiv /prevod/; deluje nesmiselno, a z veliko razmišljanja in raziskovanja se lahko sporočilo povedi vsaj predvidi«. Razumljivost je komisija ocenjevala brez vpogleda v izvirnik.
Nato pa so z ocenami od 0 do 9 ocenjevali zvestobo, tj. informativnost oziroma semantično pravilnost prevoda v primerjavi z izvirnikom - ali so vsi podatki oziroma vse informacije, ki jih vsebuje izvirnik, ohranjene ali katera manjka, ali je v prevodu kakšen podatek dodan, ali so katere besede ostale neprevedene ipd. Najprej so prebrali prevod, potem izvirnik, nato pa ocenili, koliko informacij prinaša izvirnik v primerjavi s prevodom – več novih informacij prinaša izvirnik, slabši je prevod.
Raziskava je pokazala, da so bile razlike med ocenjevalci majhne, kljub temu pa je komisija priporočila, da pri evalvaciji sodelujejo vsaj tri ali štirje ocenjevalci. Ocenjevalci so zlahka ločili, ali gre za človeški ali za strojni prevod.

## Posledice
Glede na takratno stopnjo razvoja je bila ocena seveda slaba, saj so se prevajalniki izkazali za dražje in počasnejše od prevajalcev. Alpac je sicer podppiral razvoj računalniškega jezikoslovja (npr. elektronskih slovarjev), a je z besedami, da "ni mogoče, da bi v doglednem času izdelali uporaben sistem za strojno prevajanje", odvrnil tiste, ki so ga takrat bili pripravljeni financirati. Po desetletnem zatišju, ki ga je sprožilo Alpacovo poročilo, so se začeli pojavljati prvi komercialni prevajalniki (transferni sistemi).
Področje strojnega prevajanja je spet zaživelo šele v 80. in 90. letih 20. stoletja, ko so se računalniki začeli uporabljati kot pripomočki za prevajanje (elektronski slovarji, pomnilniki prevodov), na trgu so se pojavili sistemi pisnega prevajanje za osebne računalnike, kasneje tudi strojno prevajanje spletnih strani.